# Björksätter
Björksätter is een plaats in de gemeente Åtvidaberg in het landschap Östergötland en de provincie Östergötlands län in Zweden. De plaats heeft 59 inwoners (2005) en een oppervlakte van 6 hectare.